# Pavlovac (biljni rod)
Pavlovac (lat. Aremonia), monotipski rod trajnica iz porodice ružovki. Jedina vrsta je šumski pavlovac (A. agrimonoides) koj iraste po srednjoj i8 južnoj Europi, uključujući Hrvatsku.
Šumski pavlovac naraste 20 do 30 centimetara u vis, uspravne je stabljike, razgranatog dugog i tankog rizoma. Cvjetovi su dvospolni, žute boje, na dugim drškama, a cvatu u svibnju i lipnju. Plod je gol s jednom do dvije smeđe sjemenke koje raznose mravi. Listovi su složeni, perasti, s obje strane dlakavi, na naličju svjetliji, dugi 10 do 15 centimetara. Prizemni listovi su veći, rasperani na 3 do 5 većih i 2 do 4 para manjih listića. Postoje dvije podvrste.

## Podvrtste
1. Aremonia agrimonoides subsp. agrimonoides
2. Aremonia agrimonoides subsp. pouzarii Skalicky

- Ilustrfacija, šumski pavlovac
- Šumski pavlovac